# Empidonax
Empidonax es un género de aves paseriformes perteneciente a la familia Tyrannidae que agrupa a varias especies casi todas originarias de América del Norte y algunas de América Central, cuyas áreas de distribución se encuentran desde Alaska y Canadá hasta Panamá; muchas migran hacia el sur, con tres especies migrando hasta América del Sur durante los inviernos boreales (una, E. alnorum, hasta Bolivia, norte de Argentina y Paraguay). A sus miembros se les conoce por el nombre común de mosqueros y también mosquetas, atrapamoscas, mosqueritos, mosquiteros, bobitos, entre otros.

## Etimología
El nombre genérico masculino «Empidonax» se compone de las palabras del griego «empis, empidos» que significa ‘mosquito’, ‘jején’, y «anax, anaktos» que significa ‘señor’.

## Características
Las aves de este género son tiránidos monótonos, midiendo entre 13 y 15 cm de longitud, caracterizados principalmente por sus anillos oculares pálidos y listas alares marcantes, blanquecinas o anteadas. Por arriba son oliváceos o parduzcos y las partes inferiores varían de blanquecino, grisáceo pálido, amarillento a oliváceo lavado. Entre la primavera y el verano boreales, el color se vuelve más apagado debido al desgaste y  algunas especies cambian las plumas antes de la migración otoñal, adquiriendo plumaje fresco al final del verano. Tienen un perfil corporal más compacto con proyección de las primarias más corta que los pibíes del género Contopus. La identificación de las diversas especies es difícil y depende  de la vocalización, el hábitat, el comportamiento y diferencias sutiles de tamaño, perfil del pico, proyección de las primarias y largo de la cola. La mayoría agita su cola para arriba.

## Lista de especies
Según las clasificaciones del Congreso Ornitológico Internacional (IOC) y Clements Checklist/eBird, el género agrupa a las siguientes especies con el respectivo nombre popular de acuerdo con la Sociedad Española de Ornitología (SEO):
| Imagen | Nombre científico      | Autor                           | Nombre común            | Estado de conservación | Distribución |
| ------ | ---------------------- | ------------------------------- | ----------------------- | ---------------------- | ------------ |
|        | Empidonax flaviventris | (W.M. Baird & S.F. Baird), 1843 | mosquero ventriamarillo | LC                     |              |
|        | Empidonax virescens    | (Vieillot), 1818                | mosquero verdoso        | LC                     |              |
|        | Empidonax alnorum      | Brewster, 1895                  | mosquero alisero        | LC                     |              |
|        | Empidonax traillii     | (Audubon), 1828                 | mosquero saucero        | LC                     |              |
|        | Empidonax albigularis  | P.L. Sclater & Salvin, 1859     | mosquero gorgiblanco    | LC                     |              |
|        | Empidonax minimus      | (W.M. Baird & S.F. Baird), 1843 | mosquero mínimo         | LC                     |              |
|        | Empidonax hammondii    | (Xantus de Vesey), 1858         | mosquero de Hammond     | LC                     |              |
|        | Empidonax wrightii     | S.F. Baird, 1858                | mosquero gris           | LC                     |              |
|        | Empidonax oberholseri  | A.R. Phillips, 1939             | mosquero oscuro         | LC                     |              |
|        | Empidonax affinis      | (Swainson), 1827                | mosquero de los pinos   | LC                     |              |
|        | Empidonax difficilis   | S.F. Baird, 1858                | mosquero del Pacífico   | LC                     |              |
|        | Empidonax occidentalis | Nelson, 1897                    | mosquero cordillerano   | LC                     |              |
|        | Empidonax flavescens   | Lawrence, 1865                  | mosquero amarillento    | LC                     |              |
|        | Empidonax fulvifrons   | (Giraud Jr), 1841               | mosquero pechicanelo    | LC                     |              |
|        | Empidonax atriceps     | Salvin, 1870                    | mosquero cabecinegro    | LC                     |              |

## Taxonomía
Los amplios estudios genético-moleculares realizados por Tello et al. (2009) descubrieron una cantidad de relaciones novedosas dentro de la familia Tyrannidae que todavía no están reflejadas en la mayoría de las clasificaciones. Siguiendo estos estudios, Ohlson et al. (2013) propusieron dividir Tyrannidae en cinco familias. Según el ordenamiento propuesto, Empidonax permanece en Tyrannidae, en una subfamilia Fluvicolinae Swainson, 1832-33, en una tribu Contopini Fitzpatrick, 2004 junto a Ochthornis, Cnemotriccus, Lathrotriccus, Aphanotriccus, Mitrephanes, Contopus, Sayornis y, provisoriamente, Xenotriccus.